# Nationale Technische Universität „Dniproer Polytechnikum“
Koordinaten: 48° 27′ 16″ N, 35° 3′ 41″ O

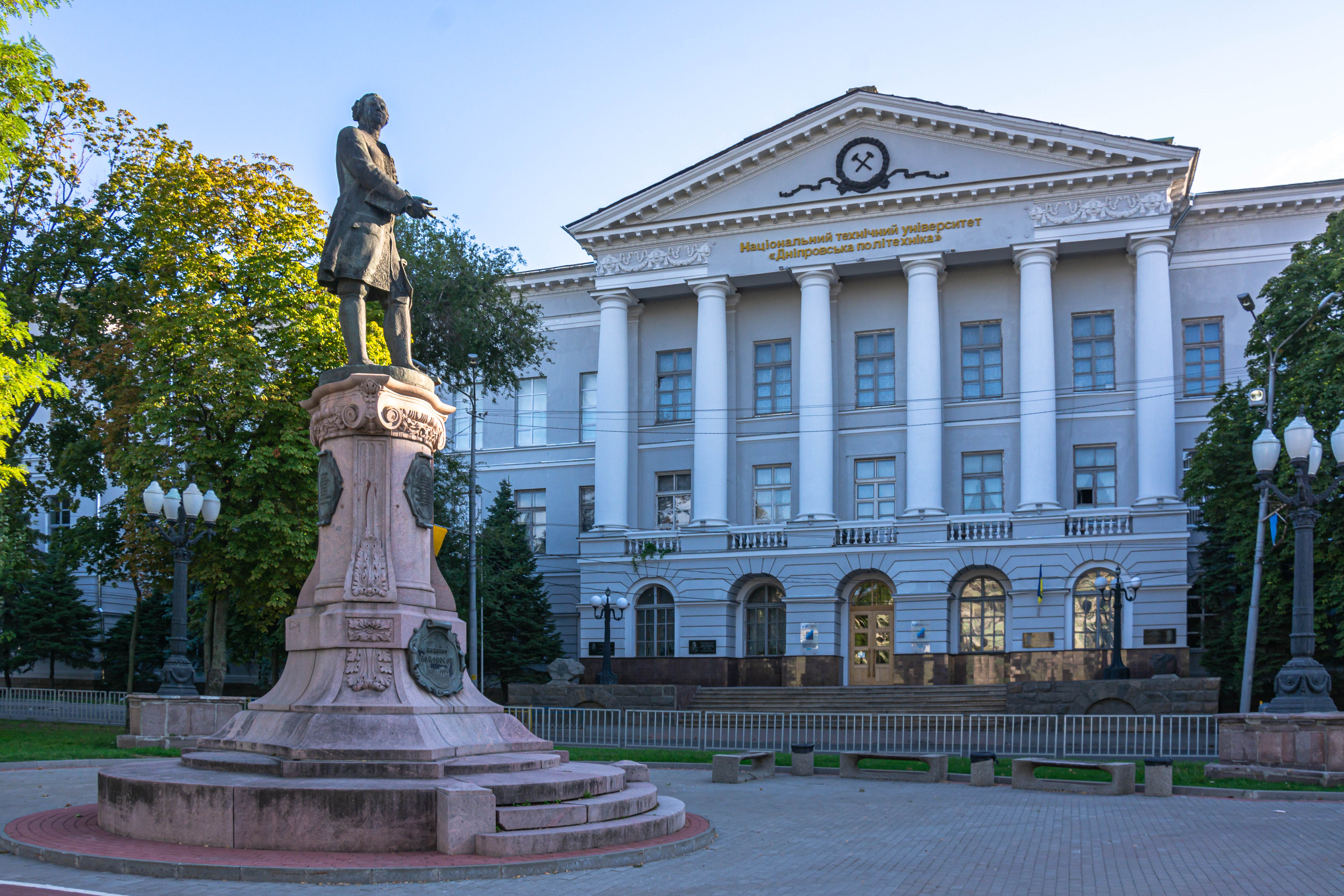
Das Hauptgebäude am Dmytro-Jawornyzkyj-Prospekt

Die Nationale Technische Universität „Dniproer Polytechnikum“ (ukrainisch Національний технічний університет «Дніпро́вська політе́хніка», bis 2017 Націона́льний гірни́чий університе́т, Nationale Bergbauuniversität) ist eine 1899 gegründete Hochschule in der ukrainischen Metropole Dnipro.

## Fakultäten
- Institut für Energietechnik
- Institut für Montanwissenschaften
- Institut für Bauingenieurwesen
- Fakultät für Maschinenbau
- Fakultät der Geologie vornehmlich Prospektierung
- Fakultät der Wirtschaftswissenschaften
- Fakultät der Rechtswissenschaften
- Institut für Fernstudium
- Institut für interdisziplinäre Weiterbildung